# Кувшинковые
Кувши́нковые, или Нимфе́йные (лат. Nymphaeáceae) — семейство цветковых растений, по современной классификации APG IV насчитывающее по состоянию на декабрь 2023 года 5 родов и 95 ботанических видов, 7 из которых встречается в России. В ископаемом состоянии известно с раннего мела.

## Ботаническое описание
Многолетние, редко однолетние водные травы с подводными сильно развитыми корневищами, укореняющиеся в илистое дно рек и стоячих вод.
Листья цельные, на длинных черешках, подводные — тонкие и нежные, плавающие — более жёсткие, сверху блестящие, снизу ворсистые, часто крупные (до 2 м в диаметре).
Цветки правильные одиночные на длинных цветоножках, чаще всего крупные, обоеполые, с простым или, чаще, двойным околоцветником. Чашелистиков три—четыре, свободных или при основании несколько сросшихся. Лепестков обычно много, свободных в непостоянном числе. Тычинок много, до 700, часто имеются переходы от тычинок к лепесткам; пестиков несколько, иногда один, в последнем случае завязь четырёх- или многогнёздная, верхняя или нижняя, рыльце сидячее, щитовидное.
Формула цветка: {\displaystyle \ast K_{4-12}\;C_{\infty }\;A_{\infty }\;G_{\underline {(5\infty )}}\ oder\ G_{{\overline {(5\infty )}}{-}}}.
Плоды чаще многосемянные, подводные или плавучие.

## Распространение и экология
Растения семейства распространены повсюду, кроме пустынь и высокогорий; в России растут виды родов кубышка и кувшинка, на Дальнем Востоке — эвриала. В оранжереях часто разводят викторию.

## Хозяйственное значение и применение
К семейству относится много декоративных водных растений, в том числе  растущая в бассейне Амазонки виктория амазонская (Victoria regia L.).
Многие представители семейства богаты алкалоидами.

## Классификация
В системе классификации Кронквиста семейство Кувшинковые входило в порядок Кувшинкоцветные (Nymphaeales), отсутствующий в системе APG II, но присутствующий в системе APG III и APG IV.

### Таксономическое положение
Nymphaeaceae Salisb., 1805, Ann. Bot. (König & Sims) 2: 70
Семейство Кувшинковые относится к порядку Кувшинкоцветные (Nymphaeales) и включается в кладу Цветковые растения. Таксономическая схема в соответствии с Системой APG IV по состоянию на декабрь 2023 года:
|  |                          |  |                                   |                         |                       |  | еще 2 семейства |         |  |          |
|  |                          |  |                                   |                         |                       |  |                 |         |  |          |
|  |                          |  |                                   | порядок Кувшинкоцветные |                       |  |                 |         |  |          |
|  |                          |  |                                   |                         |                       |  |                 |         |  | 95 видов |
|  | клада Цветковые растения |  |                                   |                         | семейство Кувшинковые |  |                 | 5 родов |  |          |
|  | клада Цветковые растения |  |                                   |                         |                       |  |                 | 5 родов |  |          |
|  |                          |  | ещё 63 порядка цветковых растений |                         |                       |  |                 |         |  |          |
|  |                          |  |                                   |                         |                       |  |                 |         |  |          |

### Роды
- Barclaya Wall.  — Барклайя
- Euryale Salisb.  — Эвриала
- Nuphar Sm.  — Кубышка
- Nymphaea L.  — Кувшинка
- Victoria R.H.Schomb.  — Виктория